# Mobutu Sese Seko
Mobutu Sese Seko Kuku Ngbendu Wa Za Banga (nume la naștere Joseph-Désiré Mobutu, n. 14 octombrie 1930 - d. 7 septembrie 1997) a fost dictatorul Zairului (azi Republica Democrată Congo sau Congo Kinshasa, pe scurt) din 1965 până în 1997.

## Începuturi
Joseph-Désiré Mobutu s-a născut în Lisala, în Congoul Belgian (azi Congo Kinshasa) în 1930. El a intrat în Force Publique (armata congoleză belgiană) în 1949, fiind treptat promovat până la postul de sergent-major. În 1956 a plecat din armată și a lucrat la ziarul L'Avenir ("Viitorul"), unde l-a întâlnit pe Patrice Lumumba, alăturându-se Mișcării Naționale Congoleze (MNC).

## Criza congoleză
După independența pe 30 iunie 1960, Mobutu s-a alăturat guvernului de coaliție ca secretar al apărării. În curând, președintele, Joseph Kasavubu și prim-ministrul, Patrice Lumumba, au început să se lupte pentru putere. Între timp, forțele publice din capitala Kinshasa s-au revoltat împotriva șefilor lor belgieni, iar provincia Katanga și-a proclamat independența. Pe 14 septembrie 1960 o lovitură de stat l-a răsturnat pe Lumumba în favoarea lui Kasavubu.

## Ascensiunea la putere
În 1965, încă o luptă pentru putere a avut loc, între Kasavubu și prim-ministrul Moise Tshombe⁠(en)[traduceți]. Mobutu a preluat puterea și s-a autoproclamat președinte. Foarte repede el a centralizat puterea, a reprimat o lovitură de stat în 1967 dată de foștii mercenari ai lui Tshombe și a fost ales președinte în 1970.

## Președinție
În scurt timp Mobutu a început o campanie pentru africanizarea numelor din regiune și pentru eliminarea influențelor europene. Țara a fost redenumită Zair. Orașele Léopoldville, Stanleyville, Élisabethville, Jadotville și Albertville au fost redenumite Kinshasa, Kisangani, Lumumbashi, Likasi și Kalemie. Francul a fost înlocuit de o nouă monedă, zaïrul (subdiviziune 100 makuta). Provincia Katanga a fost denumită Shaba (ceea ce înseamnă cupru în Swahili) și așa mai departe. În 1972 și-a schimbat numele în Mobutu Sese Seko Kuku Ngbendu Wa Za Banga ("Atotputernicul luptător care, datorită rezistenței și a inflexibilei dorințe de a câștiga, va merge din cucerire în cucerire, lăsând foc în urma sa"), sau Mobutu Sese Seko, pe scurt.
La început Mobutu a naționalizat firmele străine și i-a alungat pe investitori. Aceasta a cauzat o depresiune atât de severă încât a trebuit să încerce să-i aducă înapoi pe investitori prin 1977. Revitalizarea agriculturii a încetinit, deci nevoia pentru importuri de mâncare a crescut. 
În 1977 fragilitatea puterii lui Mobutu a fost demonstrată când rebelii katanghezi din Angola au instigat două invazii în Haut-Katanga. De data aceasta, ajutorul militar străin (în special de la Franța și Maroc, deși ceruse și de la Belgia) a salvat situația. 
De-a lungul anilor, Mobutu s-a dovedit eficace pentru menținerea regimului său în fața amenințărilor externe și interne, dar regimul său nu reușise să stabilească condiții pentru creștere economică.

## Răsturnarea și moartea
Odată cu terminarea Războiului Rece în anii 1990, Mobutu a pierdut mult din creditul străin primit în schimbul intervenției în problemele interne ale vecinilor țării. Mobutu a devenit marginalizat de sistemul pluripartid, amenințat de mișcarea rebelă în estul Zairului și bolnav de cancer de prostată, în final a predat puterea rebelilor lui Laurent-Désiré Kabila pe 16 mai 1997 și a fugit în Rabat, Maroc, unde a murit de cancer.